# Luc Besson
Luc Besson, teljes születési nevén Luc Paul Maurice Besson (Párizs, 1959. március 18. –) BAFTA- és César-díjas francia filmrendező, forgatókönyvíró, filmproducer és színész.

## Élete
Szülei búvárok voltak, gyerekkorában beutazták a világot. Bár korábban tengerbiológus szeretett volna lenni, Párizsba való visszatérésük után mégis a filmezés mellett döntött. Négyszer nősült (második felesége Milla Jovovich volt), összesen öt gyermeke született.

## Pályafutása

### Rendezőként
Első játékfilmjével, mindössze huszonnégy évesen húsz nemzetközi díjat vihetett haza Élethalálharc (1983) című filmjével. A baljós hangulatú sci-fi fekete-fehér, szöveg nélküli, hihetetlen kis költségvetésből (alig több, mint 250 ezer francia frankból), teljesen ismeretlen színészekkel készült, mégis hatalmas sikert aratott a nézők és a kritikusok körében is. A történet a jövőben játszódik, a harmadik világháború után. A film alacsony költségvetése ellenére ötletes megoldásokban bővelkedő, hatásos alkotás, mely az emberi társadalom lealacsonyodását mutatja be. Besson már itt szerepelteti későbbi filmjeinek emblematikus alakját, Jean Renót.
Következő, Metró (1985) című alkotását már magas költségvetéssel, ismert sztárokkal forgatta. Köztük volt Isabelle Adjani, Michel Galabru, Richard Bohringer, és az akkor még ismeretlen Christopher Lambert. Maga a történet egy romantikus melodráma, mely végig egy metropolisz metróállomásain és alagútjaiban játszódik. Az 1986-os César-díjátadón tizenhárom jelölést kapott a film, melyből három díjat el is nyert: a látványtervekért a magyar származású Alexandre Trauner harmadszor kapta meg a legjobb díszletért járó Césart.
Ezt követően Besson 1988-ban megrendezte egyik legismertebb és legtöbbet méltatott filmjét, A nagy kékség címmel. A film az 1980-as években indult cinéma du look elnevezésű (a látványt és a stílust a történet és a tartalom fölé helyező) francia filmes hullám legismertebb alkotása, egyszersmind önvallomásos látomás. A filmre még a Metróénál is nagyobb költségvetés állt Besson rendelkezésére, és bemutatásakor minden francia bevételi rekordot megdöntött. A film szabadmerülő búvárokról, szerelemről és mindenekelőtt a tenger, a „nagy kékség” iránti tiszteletről, szeretetről szól. 1990-ben mutatták be Nikita című akcióthrillerét.
A Léon, a profi (1994) kultuszfilm lett és nemzetközi sikert hozott nem csak Bessonnak, de a főszereplőknek, Jean Renónak és az elsőfilmes Natalie Portmannek is. A korosodó bérgyilkos és a 12 éves kislány szokatlan, ám annál őszintébb kapcsolatának és egymáshoz való ragaszkodásának ellentmondásos volta miatt a forgalmazó több jelenetet is kivágatott a filmből a moziba kerülése előtt, a vágatlan verzió csak később került nyilvánosságra
1997-ben leforgatta Az ötödik elem című sci-fi filmet Milla Jovovich és Bruce Willis főszereplésével. A közönség körében sikereit elsősorban speciális effektjeinek, díszleteinek és jelmezeinek köszönheti, mely utóbbiakat a híres divattervező, Jean-Paul Gaultier alkotta. A film akkoriban óriási (megközelítőleg 90 millió dolláros) költségvetéssel készült, s csak az amerikai bemutatásból 63,8 millió dolláros haszonra tettek szert a gyártók. A későbbiekben minden idők egyik legsikeresebb európai filmje lett.
A film sikere megnyitotta Besson útját Hollywood felé, s következő filmje, a Jeanne d’Arc – Az orléans-i szűz (1999) gyártási költségeiben már nagyobb részt vállalt a Columbia Pictures, mint a Gaumont, s a film már „francia-amerikai” megjelöléssel került a mozikba. Egyes híresztelések szerint eredetileg Kathryn Bigelow akarta megrendezni a filmet, melynek előkészületeiben Besson is segített, ám a főszereplő személyét illetően nem tudtak dűlőre jutni – miután Bessonnak csak egyetlen ajánlata volt, Milla Jovovich. Besson végül pár évvel később előállt saját Jeanne d’Arc-jával, Bigelow pedig beperelte ötletlopásért. Mindenesetre Luc Besson 1999-es filmje az orléans-i szűz életét dolgozta fel. A történet kulcselemét, a vallást, Besson sokkal kevésbé tartja fontosnak, mint a harcokat, a jelenetekben sem a ridegség a leghangsúlyosabb elem. A film akciójelenetekben bővelkedő, gyors ritmusú mű lett, mely még a történet feldolgozásában is kísértetiesen hasonlít a hollywoodi filmekre, azaz sokkal nagyobb hangsúly van a képi világon, a csatajeleneteken, a korhű jelmezeken, mint a belső mondanivalón. Bár félig európai filmhez mérten 14 millió dolláros amerikai bevétele magasnak számít, mégis messze alatta marad Az ötödik elem óriási bevételének.

### Filmproducerként

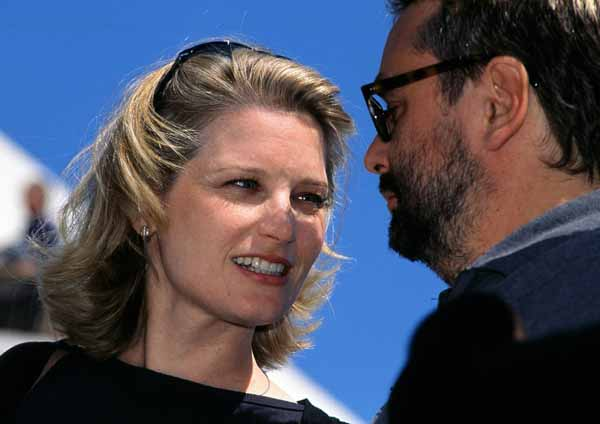
Bridget Fonda és Luc Besson Cannes-ban, 2001

Besson – saját állítása szerint – régi álmát megvalósítva még Az ötödik elem bemutatója előtt megírt egy forgatókönyvet, melynek alapmotívuma egy Marseille utcáin végigszáguldó taxi. 1998-ban bemutatták a Taxi című akcióvígjátékot, melyben csak producerként vett részt és amely az 1999-es év legsikeresebb európai vígjátéka lett. A filmet Gérard Pirès rendezte.
Az első rész nagy sikere után egy évvel elkészült a folytatása, Taxi 2. címmel, melyet további három film követett: Taxi 3. (2003), Taxi 4. (2007), Taxi 5. (2018). A folytatások azonban nem tudták megismételni az első rész sikerét.
A Yamakasi (2001), A sárkány csókja (2001), A szállító (2002), eltérő színvonalon, de az új „bessoni esztétikát” példázzák. A három közül a Yamakasi néhány jelenetében az ún. „B kategóriás” akciófilmek színvonalán mozog. A filmet Ariel Zeitou rendezte, a forgatókönyvön pedig Besson Philippe Lyonnal és Julien Serivel osztozott. A sárkány csókja Jet Li rendezésében szépen koreografált és fényképezett harcjelenetei és gyors tempója miatt nem okozott csalódást a műfaj kedvelőinek.

## Filmográfia

### Film
| Év   | Magyar cím                                 | Eredeti cím                                          | Feladatkör | Feladatkör | Feladatkör   |
| Év   | Magyar cím                                 | Eredeti cím                                          | Rendező    | Író        | Producer     |
| ---- | ------------------------------------------ | ---------------------------------------------------- | ---------- | ---------- | ------------ |
| 1981 |                                            | L’avant dernier (rövidfilm)                          | Igen       | Igen       | Igen         |
| 1983 | Élethalálharc                              | Le Dernier Combat                                    | Igen       | Igen       | Igen         |
| 1985 | Metró                                      | Subway                                               | Igen       | Igen       | Igen         |
| 1986 | Kamikaze                                   | Kamikaze                                             | Nem        | Igen       | Igen         |
| 1988 | A nagy kékség                              | The Big Blue                                         | Igen       | Igen       | Koproducer   |
| 1990 | Nikita                                     | Nikita                                               | Igen       | Igen       | Igen         |
| 1991 | Atlantisz                                  | Atlantis                                             | Igen       | Igen       | Igen         |
| 1994 | Léon, a profi                              | Léon                                                 | Igen       | Igen       | Koproducer   |
| 1997 | Az ötödik elem                             | Le cinquième élément                                 | Igen       | Igen       | Nem          |
| 1998 | Taxi                                       | Taxi                                                 | Nem        | Igen       | Igen         |
| 1999 | Jeanne d’Arc – Az orléans-i szűz           | Joan of Arc                                          | Igen       | Igen       | Koproducer   |
| 2000 | Taxi 2.                                    | Taxi 2                                               | Nem        | Igen       | Igen         |
| 2000 | A táncos                                   | The Dancer                                           | Nem        | Igen       | Igen         |
| 2001 | Yamakasi                                   | Yamakasi                                             | Nem        | Igen       | Nem          |
| 2001 | Wasabi – Mar, mint a mustár                | Wasabi                                               | Nem        | Igen       | Igen         |
| 2001 | Pasik a pácban                             | 15 August                                            | Nem        | Nem        | Igen         |
| 2001 | A sárkány csókja                           | Kiss of the Dragon                                   | Nem        | Igen       | Igen         |
| 2002 | Blanche, a bosszúálló angyal               | Blanche                                              | Nem        | Nem        | Koproducer   |
| 2002 | A szállító                                 | The Transporter                                      | Nem        | Igen       | Igen         |
| 2003 | Tulipános Fanfan                           | Fanfan la Tulipe                                     | Nem        | Igen       | Igen         |
| 2003 | Taxi 3.                                    | Taxi 3                                               | Nem        | Igen       | Igen         |
| 2003 | Ong-bak – A thai boksz harcosa             | องค์บาก Ong-Bak                                       | Nem        | Nem        | Vezető       |
| 2003 | Fék nélkül – Michel Vaillant               | Michel Vaillant                                      | Nem        | Igen       | Koproducer   |
| 2003 |                                            | Les Côtelettes                                       | Nem        | Nem        | Igen         |
| 2004 | Bíbor folyók 2. – Az apokalipszis angyalai | Les Rivieres pourpres II - Les anges de l'apocalypse | Nem        | Igen       | Nem          |
| 2004 | B13 – A bűnös negyed                       | District 13                                          | Nem        | Igen       | Igen         |
| 2004 | Amerikai taxi                              | Americai taxi                                        | Nem        | Igen       | Igen         |
| 2005 | Revolver                                   | Revolver                                             | Nem        | Igen       | Igen         |
| 2005 | Melquiades Estrada három temetése          | The Three Burials of Melquiades Estrada              | Nem        | Nem        | Igen         |
| 2005 | Kubrick menet                              | Colour Me Kubrick                                    | Nem        | Nem        | Vezető       |
| 2005 | A szállító 2.                              | Transporter 2                                        | Nem        | Igen       | Igen         |
| 2005 | A nyakörv                                  | Danny the Dog / Unleashed                            | Nem        | Igen       | Igen         |
| 2005 | Angel-A                                    | Angel-A                                              | Igen       | Igen       | Igen         |
| 2006 | Szerelem és egyéb katasztrófák             | Love and Other Disasters                             | Nem        | Nem        | Vezető       |
| 2006 | Las Bandidas                               | Bandidas                                             | Nem        | Igen       | Igen         |
| 2006 | Arthur és a villangók                      | Arthur and the Minimoys                              | Igen       | Igen       | Igen         |
| 2006 | Dikkenek                                   | Dikkenek                                             | Nem        | Nem        | Vezető       |
| 2007 | Taxi 4.                                    | Taxi 4                                               | Nem        | Igen       | Igen         |
| 2007 | Hitman – A bérgyilkos                      | Hitman                                               | Nem        | Nem        | Igen         |
| 2007 |                                            | L'invité / The Dinner Guest                          | Nem        | Nem        | Igen         |
| 2008 | Elrabolva                                  | Taken                                                | Nem        | Igen       | Igen         |
| 2008 | A szállító 3.                              | Transporter 3                                        | Nem        | Igen       | Igen         |
| 2009 | Otthonunk                                  | Home                                                 | Nem        | Nem        | Koproducer   |
| 2009 | B13 – Az Ultimátum                         | District 13 Ultimatum                                | Nem        | Igen       | Igen         |
| 2009 | Arthur: Maltazár bosszúja                  | Arthur et la vengeance de Maltazard                  | Igen       | Igen       | Igen         |
| 2009 | A misszionárius                            | Le missionnaire                                      | Nem        | Nem        | Igen         |
| 2010 | Párizsból szeretettel                      | From Paris with Love                                 | Nem        | Igen       | Igen         |
| 2010 | Arthur 3. – A világok harca                | Arthur et la guerre des deux mondes                  | Igen       | Igen       | Igen         |
| 2010 | Adéle és a múmiák rejtélye                 | Les aventures extraordinaires d'Adèle Blanc-Sec      | Igen       | Igen       | Társproducer |
| 2010 | 22 lövés                                   | L'immortel                                           | Nem        | Nem        | Igen         |
| 2011 | Colombiana                                 | Colombiana                                           | Nem        | Igen       | Igen         |
| 2011 | Asszonyok kútja                            | La Source Des Femmes                                 | Nem        | Nem        | Igen         |
| 2011 | A rejtekhely                               | La planque                                           | Nem        | Nem        | Igen         |
| 2011 | A párizsi mumus                            | A Monster in Paris                                   | Nem        | Nem        | Igen         |
| 2011 |                                            | Halal police d'État                                  | Nem        | Nem        | Igen         |
| 2011 |                                            | The Lady                                             | Igen       | Nem        | Nem          |
| 2012 | Lockout – A titok nyitja                   | Lockout                                              | Nem        | Igen       | Igen         |
| 2012 | Elrabolva 2.                               | Taken 2                                              | Nem        | Igen       | Igen         |
| 2012 |                                            | A l'aveugle                                          | Nem        | Igen       | Igen         |
| 2013 | Veszélyzóna                                | Brick Mansions                                       | Nem        | Igen       | Igen         |
| 2013 | Vérmesék                                   | The Family                                           | Igen       | Igen       | Igen         |
| 2013 | Herceg négy kerékkel                       | Un prince presque charmant                           | Nem        | Igen       | Nem          |
| 2013 | Elveszve Marokkóban                        | Intersections                                        | Nem        | Nem        | Igen         |
| 2014 | Lucy                                       | Lucy                                                 | Igen       | Igen       | Igen         |
| 2014 | Elrabolva 3.                               | Taken 3                                              | Nem        | Igen       | Igen         |
| 2014 | A kelletlen útitárs                        | The Homesman                                         | Nem        | Nem        | Igen         |
| 2014 | 3 nap a halálig                            | 3 Days to Kill                                       | Nem        | Igen       | Igen         |
| 2015 | A szállító – Örökség                       | The Transporter Legacy                               | Nem        | Igen       | Igen         |
| 2016 | Kalandorok kapuja                          | The Warriors Gate                                    | Nem        | Társíró    | Igen         |
| 2017 | Valerian és az ezer bolygó városa          | Valerian and the City of a Thousand Planets          | Igen       | Igen       | Igen         |
| 2017 | Renegátok                                  | Renegades                                            | Nem        | Igen       | Igen         |
| 2018 | Taxi 5.                                    | Taxi 5                                               | Nem        | Igen       | Igen         |
| 2018 | Kurszk                                     | Kursk                                                | Nem        | Nem        | Vezető       |
| 2019 | Anna                                       | Anna                                                 | Igen       | Igen       | Igen         |
| 2022 | Az Arthur-átok                             | Arthur, malédiction                                  | Nem        | Igen       | Igen         |
| 2023 | DogMan – A kutyák ura                      | DogMan                                               | Igen       | Igen       | Igen         |
| 2024 | Hétvégi hajsza                             | Weekend in Taipei                                    | Nem        | Igen       | Igen         |

### Televízió
| Év        | Magyar cím | Eredeti cím             | Feladatkör   | Feladatkör | Feladatkör |
| Év        | Magyar cím | Eredeti cím             | Forgatókönyv | Producer   | Alkotó     |
| --------- | ---------- | ----------------------- | ------------ | ---------- | ---------- |
| 2012–2014 | A szállító | Transporter: The Series | Nem          | Igen       | Igen       |
| 2012–2015 | No limit   | No Limit                | Igen         | Igen       | Igen       |